# Лизанец, Пётр Николаевич
Пётр Никола́евич Лизане́ц (2 июля 1930, село Извор, ныне Родниковка Мукачевского района Закарпатской области) — советский и украинский языковед. Доктор филологических наук (1971). Профессор (1972). Заслуженный деятель науки и техники Украины (1995).
Заведующий кафедрой венгерской филологии Ужгородского государственного университета. Лектор университетов Эстонии, Венгрии и России. Составитель первого сборника венгерских народных баллад и первой антологии венгерской литературы Закарпатья. Исследователь украинско-венгерских межъязыковых контактов и венгерской диалектологии.

## Биография
Петр Николаевич Лизанец родился 2 июля 1930 года в селе Извор (ныне село Родниковка в Закарпатской области) в семье лесоруба.
В 1936 году поступил в первый класс Изворской начальной школы. В декабре 1936 года родители с пятью детьми переселились в поселок Шом-Колония (ныне Береговского района). Здесь Пётр окончил начальную школу. В 1941—1944 годах учился в Мукачевской горожанской школе. В октябре 1944 года Петра перевели во второй класс гимназии города Берегово, которую он закончил в 1948 году. В том же году Петр Лизанец поступил на украинское отделение филологического факультета Ужгородского государственного университета. В 1953 году с отличием окончил университет.
В 1953—1956 годах Лизанец — аспирант кафедры украинского языка, преподаватель, старший преподаватель, доцент Ужгородского университета. В 1966 году его избрали заведующим кафедры венгерской филологии, где Лизанец работает и сегодня.
Кандидатскую диссертацию «Украинские говоры Затисья Виноградовского района Закарпатской области» защитил в 1959 году на специализированном Ученом совете Львовского университета. Здесь же в 1971 году защитил докторскую диссертацию «Венгерские заимствования в украинских говорах Закарпатья и венгерско-украинские межъязыковые контакты», которая на протяжении 1970—1976 года вышла в трех томах объёмом 120 печатных листов и получила высокую оценку как в СССР, так и за границей (Канада, Германия, Польша, Словакия, Венгрия, Югославия).
В течение 1992—2003 годов опубликовал «Атлас венгерских говоров Закарпатья» в трех томах общим объёмом в 350 печатных листов.
В 2012 году Тридцатитомное издание научных трудов доктора филологических наук, профессора Ужгородского национального университета, заведующего кафедрой Петра Лизанца.
В январе 1988 года Лизанец возглавил новосозданный Центр гунгарологии при Ужгородском университете, где работает и теперь. В 1977—1984 годах был деканом филологического факультета Ужгородского университета.

## Научная деятельность
Основные научные интересы: украинско-венгерские межъязыковые (междиалектные) контакты, украинская и венгерская диалектология, лексикография, фразеология и лингвогеографии.
Опубликовал 343 научных труда, среди них 19 монографий, 25 учебников, учебных пособий и других отдельных изданий.
Лизанец — соавтор и составитель первого сборника венгерских народных баллад Закарпатье, сборника венгерских сказок Закарпатья «Три золотые стрелы», первой антологии венгерской литературы Закарпатья.
Читал лекции в университетах и научных учреждениях Австрии, Бельгии, Эстонии, Германии, РФ, Словакии и Венгрии, принимал активное участие в научных конгрессах, конференциях, симпозиумах.

## Признание
В 1976 г. избран почетным членом Венгерского языковедческого общества.
В 1986 за значительные достижения в исследовании венгерской диалектологии награждён медалью Чюри Балинта.